# Mário Lino
Mário Lino Soares Correia (nacido el 31 de mayo de 1940 en Lisboa) es un político portugués.
Se licenció en Ingeniería Civil en 1965 por el Instituto Superior Técnico y concluyó una maestría en Hidrología y Gestión de los Recursos Hídricos por la Universidad de Colorado (EE. UU.).
Hasta 1991 fue militante del PCP.
Fue diputado en la Asamblea Municipal de Lisboa entre 1994 y 1996 y presidente del Grupo Águas de Portugal entre 1996 y 2002.
Ocupa actualmente el cargo de Ministro das Obras Públicas, Transportes e Comunicações en XVII Gobierno Constitucional.
Con ocasión de una conferencia en Santiago de Compostela donde presentaba el proyecto de AVE Oporto-Vigo, y exponía la importancia de las infraestructuras para un mayor acercamiento entre Portugal y España, se declaró como un iberista confeso. Estas declaraciones le acarrearon una denuncia ante la Procuraduría de la República por supuesto delito de traición a la patria.
| Predecesor: António Mexia | Ministro de Obras Públicas, Transportes y Comunicaciones 2005 - 2009 | Sucesor: António Mendonça |